# Kleine Gracht (Bredevoort)
De Kleine Gracht is een straat en gracht in het oude centrum van Bredevoort. De straat begint als zijstraat van de Landstraat en loopt dan langs de gracht naar de Tramstraat.

## Geschiedenis
De Kleine Gracht is daadwerkelijk een kleine gracht. Vroeger was de kleine gracht verbonden met de Grote Gracht en lag voor de kleine gracht een ravelijn. Na de ontmanteling van de vestingwerken van Bredevoort ontstond ruimte op de plaats waar voorheen de stadswal lag, en kon hier ook woningbouw plaatsvinden. De laatste woningen die gebouwd zijn is de Aalterpoort historiserende nieuwbouw, in de vorm van een stadspoort.
Ambthuiswal · Ambtshof · Bastionstraat · Bleekwal · Boterstraat · Frederik Hendrikstraat · Ganzenmarkt · Gasthuisstraat · Hozenstraat · Izermanstraat · Kerkstraat · Kleine Gracht · Kloosterdijk · Koppelstraat · Kruittorenstraat · Landstraat · Markt · Muizenstraat · Officierstraat · Pater Jan de Vriesstraat ·  Prins Mauritsstraat · Prinsenstraat · Roelvinkstraat · Stadsbroek · Stationsweg · Vismarkt · 't Walletje · 't Zand
Aalterpoort · Misterpoort · Onversaegt · Orange · Ossenkop · Treurniet · Stoltenborg · Vreesniet · Welgemoed · Grote Gracht · Kleine Gracht